# Fayette (New York)
Pour les articles homonymes, voir Fayette.
Fayette est une municipalité américaine du comté de Seneca dans l'État de New York. Lors du recensement de 2010, sa population est de 3 929 habitants.

## Géographie
Fayette se situe dans la région des Finger Lakes, dans le nord de l'État de New York.
La municipalité s'étend sur 66,40 milles carrés (171,98 km2), dont 11,58 milles carrés (29,99 km2) d'étenduse d'eau.

## Histoire
Fayette se trouve à l'origine sur le territoire des Cayugas ; les premiers colons européens arrivent dans la région au milieu du XVIIIe siècle. La localité est fondée par l'État de New York en 1790. Elle fait partie de Romulus avant de devenir une municipalité indépendante le 14 mars 1800 sous le nom de Town of Washington. En 1803, une partie de la municipalité forme Junius. Cinq ans plus tard, en 1808, Town of Washington est renommée Town of Fayette.
En 1830, l'Église de Jésus-Christ des saints des derniers jours (église mormone) est fondée à Fayette par Joseph Smith.

## Démographie
Selon l'American Community Survey de 2018, Fayette est une municipalité plutôt âgée (avec un âge médian de 50 ans contre 38 ans aux États-Unis) et très majoritairement blanche (à plus de 96 %). Son revenu médian par foyer de 64 498 dollars s'approche de la moyenne de l'État de New York (65 323 dollars), supérieur à celui des États-Unis (60 293 dollars). Son taux de pauvreté de 9,9 % est plus faible qu'à l'échelle de l'État (13,6 %) ou du pays (11,8 %),.